# Delta Air Lines-vlucht 1086
Delta Air Lines-vlucht 1086 (DL1086) was een lijnvlucht van Atlanta (Hartsfield-Jackson Atlanta International Airport) naar New York (LaGuardia Airport). Op 5 maart 2015 gleed de McDonnell Douglas MD-88 waarmee de vlucht uitgevoerd werd, vlak na het landen op LaGuardia van de landingsbaan af. Het toestel gleed circa 290 meter door, vernielde de omheining van het vliegveld en kwam tot stilstand met zijn neus hangend over de dijk aan het water van Flushing Bay. Zesentwintig passagiers liepen bij de landing en de daarop volgende evacuatie verwondingen op. Het toestel werd zwaar beschadigd. Naar de oorzaak van het ongeluk is een onderzoek ingesteld door de National Transportation Safety Board (NTSB).

## Achtergrond
Vlucht DL1068 vertrok om 8.45 uur (EST) van Hartsfield-Jackson Atlanta International Airport en had om 10.48 uur op LaGuardia Airport moeten landen. LaGuardia Airport had te maken met ernstige sneeuwval en ijzel. De piloot had de passagiers geïnformeerd over mogelijke vertragingen door het slechte weer. Drie minuten voor de landing van vlucht DL1068 was een andere MD-88 van Delta Air Lines zonder problemen op het vliegveld geland.

### Toestel
Het bij de crash betrokken toestel was een McDonnell Douglas MD-88 met registratienummer N909DL, serienummer 49540 en lijnnummer 1395. Het vliegveld was eigendom van Wilmington Trust Company of Wilmington uit Delaware en werd geëxploiteerd door Delta Air Lines. Het vliegtuig werd in 1987 gebouwd en in 1988 geregistreerd. Het vliegtuig had in 54.865 vluchten, 71.195,54 vlieguren gemaakt. De laatste grote onderhoudsbeurt was op 22 september 2014 in Jacksonville uitgevoerd en de laatste routinecontrole op 2 maart 2015 in Tampa.

### Inzittenden
| Nationaliteit    | Aantal |
| ---------------- | ------ |
| Canada           | 2      |
| Brazilië         | 1      |
| Verenigde Staten | 129    |
| Totaal           | 132    |

## Crash
Het vliegtuig landde op de besneeuwde landingsbaan 13 waarvan de mogelijkheid om te remmen was beoordeeld als "goed". De automatische piloot stond aan tot op 70 meter hoogte. De snelheid tijdens de nadering was 140 knopen (circa 257 km/u) en bij de landing 133 knopen (circa 246 km/u). Bij het landen gleed het toestel 1200 meter na het begin van de landingsbaan links van de baan af, circa 910 meter voor het einde ervan. Het raakte met de linkervleugel het hek langs het vliegveld, vernielde dat over een lengte van 290 meter en kwam ten slotte tot stilstand met de neus rustend op een aarden dijk met aan de andere zijde het water van Flushing Bay.
Het toestel raakte zwaar beschadigd. De slats, flaps en spoilers liepen veel schade op en de brandstoftank in de linkervleugel werd doorboord. Ook radarkoepel, weerradar en romp liepen aanzienlijk schade op. Het neuslandingsgestel en de beschermkast van de belangrijkste elektronica werden vernield.
De bemanning van het vliegtuig leidde een snelle en goed uitgevoerde evacuatie. Die was dringend nodig omdat het vliegtuig brandstof lekte. Drieëntwintig passagiers raakten lichtgewond, drie anderen werden ter evaluatie in het ziekenhuis opgenomen. De laatste daarvan werd op 9 maart weer ontslagen.
Het vliegveld werd om circa 11.00 uur gesloten en om 14.30 weer geopend. Baan 13 was dicht tot 6 maart 10.30 uur vanwege bergings- en opruimingswerkzaamheden.
TransAsia Airways-vlucht 235 (4 februari) · Delta Air Lines-vlucht 1086 (5 maart) · Helikopterbotsing bij Villa Castelli (9 maart) · Germanwings-vlucht 9525 (24 maart) · Air Canada-vlucht 624 (29 maart) · Asiana Airlines-vlucht 162 (14 april) · Turkish Airlines-vlucht 1878 (25 april) · Vliegtuigcrash in Sevilla (9 mei) · Kogalymavia-vlucht 9268 (31 oktober)